# Dilong
Dilong („kaiserlicher Drache“) ist eine Gattung theropoder Dinosaurier aus der frühen Unterkreide von Ostasien. Zum Zeitpunkt der wissenschaftlichen Erstbeschreibung 2004 war die Gattung, zu der lediglich die Typusart D. paradoxus gehört, einer der ältesten bisher gefundenen Tyrannosauroiden.
Diese tyrannosauroide Frühform erreichte eine Länge von 1,5 Metern, sie war also eher klein im Vergleich zu späteren Vertretern dieser Gruppe. Fossile Zeugnisse von Dilong stammen aus der etwa 136 bis 131 Millionen Jahre alten Yixian-Formation in der chinesischen Provinz Liaoning. Dieses Tier besaß mit hoher Wahrscheinlichkeit Protofedern, so wie viele andere Coelurosaurier. 
Der Gattungsname kommt von dem chinesischen Wort Dilong oder Ti-Lung für Erddrache, seine geringe Größe und seine Protofedern stehen jedoch zum Äußeren dieses mythologischen Wesens im Widerspruch. Es wurden insgesamt vier relativ gut erhaltene Skelette von Dilong gefunden. Wie andere frühe Tyrannosaurier besaß auch diese Gattung noch je drei Finger an langen Armen, während die späteren Tyrannosaurier wie Tyrannosaurus kurze Arme mit nur noch je zwei Fingern aufwiesen.

## Weblinks

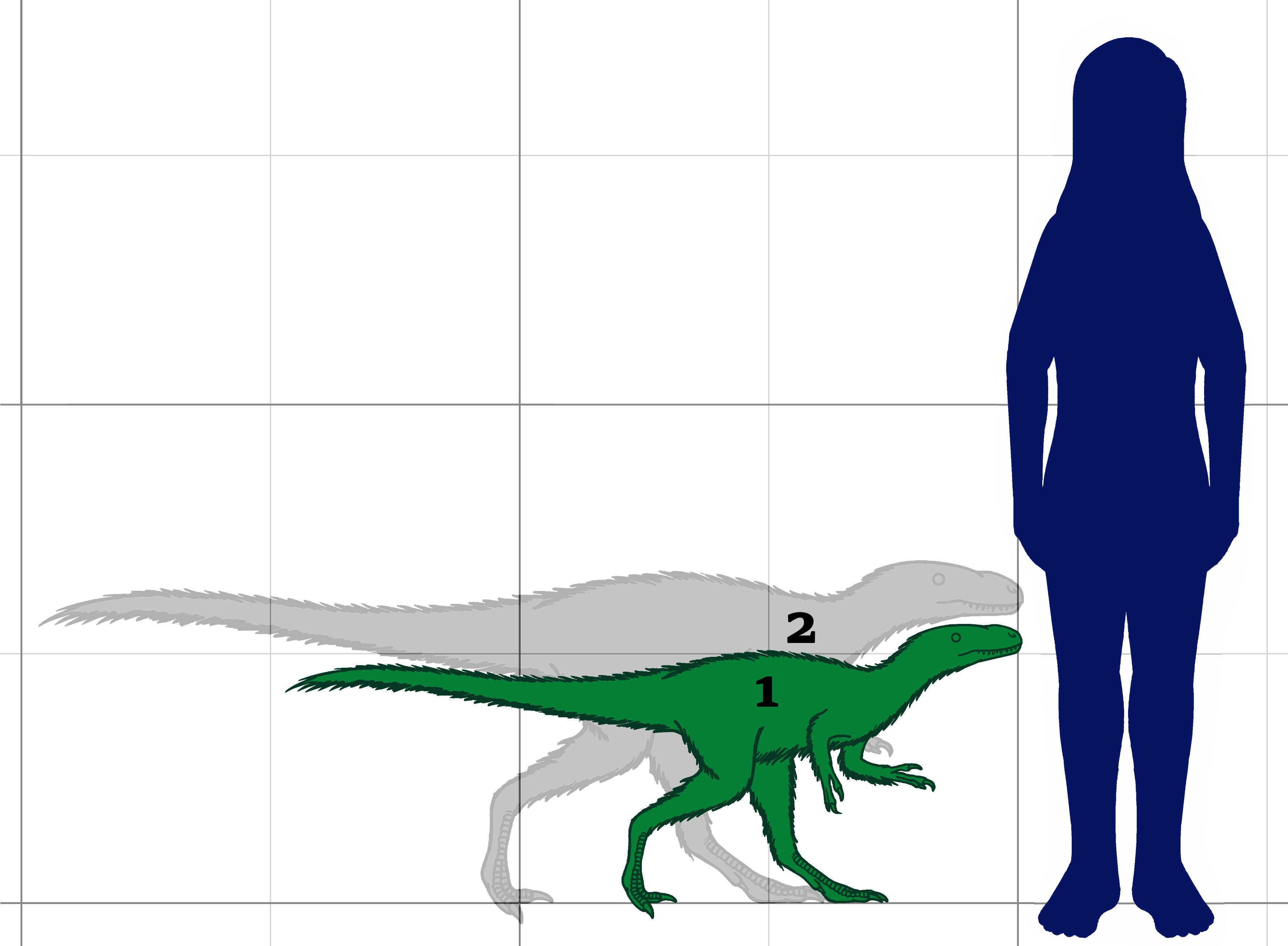
Größenvergleich zum Holotypus. Da es sich um ein nicht ausgewachsenes Exemplar handelt (1.), wird auch die vermutete Größe eine adulten Tieres (2.) angegeben

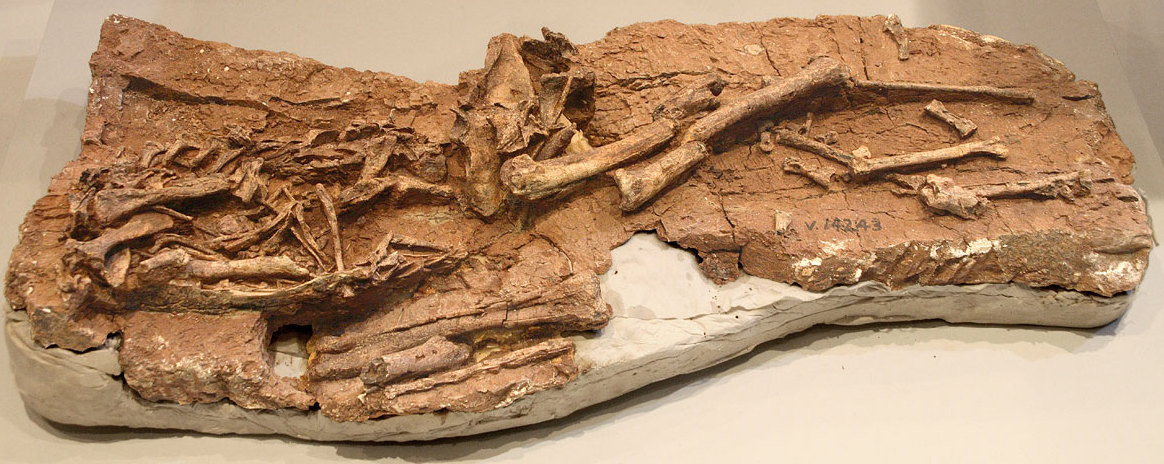
Typusexemplar der Gattung